# Crackpot
Crackpot ist ein abschätzig gemeinter englischer umgangssprachlicher Ausdruck für eine Person mit exzentrischen Ansichten („Exzentriker“, „Spinner“, „Verrückter“). In seiner eingeschränkten Bedeutung als eine Person, die Theorien vertritt, die dem gegenwärtigen Stand der Forschung widersprechen, ist der Begriff auch in die deutschsprachige Netzkultur eingedrungen. Hier wird Crackpot oft synonym zu Crank verwendet (ursprünglich englisch für Kurbel, im übertragenen Sinn aber – neben „Griesgram, Miesepeter“ – auch: „Spinner“, „seltsamer Kauz“).

## Verwendung innerhalb der Netzkultur
In Wissenschaft und Netzkultur hat der Begriff jeweils unterschiedliche Konnotationen. In der Netzkultur versteht man darunter eine Person, die sich unkonventionelle Ideen – in oft obsessiver Form – zu eigen macht und sich auch durch stichhaltige Gegenargumente nicht mehr von ihnen abbringen lässt. Fehler in ihren Einschätzungen (selbst grundlegende), die leicht aufgezeigt werden können, werden von ihr nicht als solche anerkannt. Crackpots verwenden dabei selten wissenschaftliche Methodik, sondern argumentieren mit Phrasen wie „Es ist logisch …“ oder „Es ist offensichtlich …“. Ihr Fachwissen beziehen sie meist aus eigenen Interpretationen von veralteten Theorien oder vereinfachten Darstellungen in den Medien. Ein charakteristisches Merkmal von Crackpots ist die Behauptung, ihre Hypothesen könnten verschiedenste Beobachtungen in der Natur besser erklären als gängige wissenschaftliche Theorien. Zur Unterstützung ihrer Theorien verwenden sie oft anekdotenhafte Auszüge aus seriösen wissenschaftlichen Arbeiten, die, aus dem Zusammenhang gerissen, ihre Argumentation zu stützen scheinen. Im Bereich der Netzkultur werden auch Begriffsbildungen wie Crackpottery (zu deutsch etwa: Crackpotterei) und Crackpotism (deutsch etwa: Crackpotismus) verwendet.

## Verwendung innerhalb der Wissenschaft
Innerhalb des wissenschaftlichen Diskurses wird der Begriff weniger restriktiv verwendet. So definiert Brian Martin (1978) ihn wie folgt:

“Typical ‘cranks’ are non-scientists who claim serious consideration for ideas that are considered unsupportable or outrageous according to the currently accepted views of the scientific community.”

„Typische Cranks sind Nicht-Wissenschaftler, die ernsthafte Beachtung für Ideen fordern, die nach den zurzeit akzeptierten Ansichten der wissenschaftlichen Gemeinschaft als unhaltbar oder hanebüchen betrachtet werden.“

Eine frühe Definition für Crank lautet:

“Few men probably receive more communications from earth flatteners and circle squarers and arc trisectors than the present writer. When he receives one he does not feel pleased, and yet it ought to be pleasant to think that there are so many men in the world who refuse to accept dogma. A crank is defined as a man who cannot be turned. These men are all cranks; at all events, we have never succeeded in convincing one of them that he was wrong. The usually accepted axioms, definitions, and technical terms are not for them. When they use a term, sometimes evidently in two different senses in the same syllogism, it is impossible to find exactly what they mean by it.”

„Wahrscheinlich erhalten nur wenige Menschen mehr Briefe von Flache-Erde-Anhängern, Kreisquadratoren und Winkeldrittlern als der Autor. Erhält er einen solchen, so ist er darüber nicht erfreut – obwohl der Gedanke eigentlich angenehm sein sollte, dass derart viele Menschen auf dieser Welt sich weigern, ein Dogma zu akzeptieren. Ein Crank ist definiert als ein Mensch, dessen Meinung nicht geändert werden kann. All diese Briefeschreiber sind Cranks; in keinem einzigen Fall konnten wir einen von der Falschheit seiner Theorien überzeugen. Die üblicherweise akzeptierten Axiome, Definitionen und Fachausdrücke sind nicht für sie. Wenn sie einen Begriff verwenden – manchmal offensichtlich in zwei verschiedenen Bedeutungen im selben Syllogismus –, so ist es unmöglich zu sagen, was sie damit genau meinen.“

## Verwendung innerhalb der Geowissenschaften
In einer 2002 veröffentlichten Studie unterscheidet R. J. Huggett zwei grundlegende Arten von Cranks. Zum einen Cranks mit „antrainiertem“ (im Sinne von „indoktriniertem“) oder autodidaktischem Wissen, er nennt sie hier auch „kreationistische Cranks“, die besonders lautstark seien und versuchten, die Erdgeschichte mittels der aus der Bibel entnommenen „Fakten“ zu deuten. Als Beispiel nennt er Donald Wesley Patten, den Autor von Büchern wie The biblical flood and the ice epoch (1966) (dt.: Die biblische Flut und das Eiszeitalter).
Zum zweiten nennt er „professionelle Cranks“, die eine angemessene universitäre Ausbildung durchlaufen hätten und nicht durch extreme religiöse Überzeugungen in ihrem Urteil beeinflusst seien. Diese verwendeten eine fragwürdige Methodik für ihre Forschungstätigkeit, welche an Pseudowissenschaft grenze oder derselben zuzuordnen sei. Eine Beeinflussung durch ihr kulturelles und soziales Umfeld sei aber auch hier nicht auszuschließen. Als Beispiel nennt er Immanuel Velikovsky, einen umstrittenen Vertreter des Katastrophismus.
Des Weiteren unterscheidet er „Konventionalisten mit einer Crank-Ader“, die er weiter in erfolgreiche und erfolglose Konventionalisten unterteilt. Als Beispiel für erstere nennt er Alfred Wegener, den Begründer der Theorie der Kontinentalverschiebung, für letztere nennt er C. Warren Hunt, einen Geologen, der bestimmte Überflutungssedimente mit einer 1500 m hohen Flutwelle, verursacht durch einen Kometen, erklären wollte.
Nach Huggetts Definition ist Crank im wissenschaftlichen Sinne nicht als spöttische oder kritische Bezeichnung zu sehen. Der Ausdruck bezeichne lediglich eine außerordentlich exzentrische Ansicht bezüglich wissenschaftlicher Theorien.

## Unterscheidung zwischen Crackpot-Hypothesen und ernstzunehmender Wissenschaft nach Fred Gruenberger (1962)
Fred Gruenberger versuchte 1962, Crackpot-Hypothesen zu beschreiben. Als wichtiges Kriterium für die Unterteilung wissenschaftlich/nicht wissenschaftlich gilt etwa, dass wissenschaftliche Theorien Vorhersagen machen sollten. Wendet man dieses Attribut jedoch auf die Astronomie an, so zeigt sich, dass, obwohl die Astronomie nach gängiger Vorstellung zu den Wissenschaften gehört, bestimmte Bereiche derselben keine Vorhersagen liefern, sondern lediglich konkrete Beobachtungen beschreiben, wie gemessene Sterndichten oder registrierte Novae. Gruenberger schloss daraus, dass es nicht möglich ist, eine Hypothese mittels eines einzelnen Kriteriums sinnvoll zu bewerten. Die Unterscheidung zwischen Crackpot-Wissenschaft und echter Wissenschaft ist dementsprechend insbesondere für den Laien, oft aber auch für den Fachmann, schwierig.
Als Entscheidungshilfe schlug Gruenberger ein Punktesystem vor, mit welchem es dem Leser ermöglicht werden solle, wissenschaftliche bzw. vermeintlich wissenschaftliche Arbeiten zu bewerten. Zu diesem Zweck sollen diese in 13 verschiedenen Kriterien, wie z. B. Nachvollziehbarkeit, experimenteller Überprüfbarkeit oder der Übereinstimmung mit Ockhams Rasiermesser, bewertet werden. Nach seiner Auffassung erreiche die moderne Physik dabei 97 und das Wünschelrutengehen 28 von 100 möglichen Punkten.